# Billy Roe
Billy David Roe (Indianápolis, 7 de maio de 1957) é um ex-automobilista norte-americano. 
Na IRL (atual IndyCar Series), correu 16 provas, não obtendo nenhuma vitória durante sua passagem pela categoria. Antes, disputou a Toyota Atlantic entre 1991 e 1995, além de ter passado pela Indy Lights em 1992. Esteve presente ainda em três edições das 500 Milhas de Indianápolis, largando em 1997 e 1998. Falhou em tentar se classificar para a corrida de 2002, sendo esta também sua última prova na IRL.
Roe pendurou o capacete em 2004, aos 47 anos de idade, quando corria na Indy Pro Series, sendo o décimo colocado na temporada daquele ano. Em 2003, havia sido o décimo-sexto.

## Desempenho na Indy 500
| Ano  | Chassi        | Motor      | Largou em          | Chegou em |
| ---- | ------------- | ---------- | ------------------ | --------- |
| 1997 | Dallara       | Oldsmobile | 24º                | 22º       |
| 1998 | Dallara       | Oldsmobile | 33º                | 30º       |
| 2002 | Panoz/G-Force | Chevrolet  | Não se classificou |           |

## Links
- Perfil de Billy Roe no site Driverdb.com (em inglês)